# Kal Mann
Kal Mann, född Kalman Cohen 6 maj 1917 i Philadelphia i Pennsylvania, död 28 november 2001 i Pompano Beach i Florida, var en amerikansk sångtextförfattare.
Mann började sin karriär inom området underhållning som en komediförfattare tills hans vän och låtkskrivaren Bernie Lowe uppmuntrade honom att försöka skriva sångtexter för musikindustrin. Mann skrev sånger tillsammans med Lowe och Dave Appell, där de kom på en rad av rock & roll #1-hits som Elvis Presleys "(Let Me Be Your) Teddy Bear", Bobby Rydells "Wild One", och Chubby Checkers "Let's Twist Again".
Mann och Lowe startade tillsammans skivbolaget Cameo-Parkway Records år 1956.
Kal Mann avled 2001 i Alzheimers sjukdom.